# Біла (Куявсько-Поморське воєводство)
Біла (пол. Biała) — село в Польщі, у гміні Тухоля Тухольського повіту Куявсько-Поморського воєводства.
Населення — 70 осіб (2011).
У 1975-1998 роках село належало до Бидгощського воєводства.

## Демографія
Демографічна структура станом на 31 березня 2011 року:
|          | Загалом | Допрацездатний вік | Працездатний вік | Постпрацездатний вік |
| -------- | ------- | ------------------ | ---------------- | -------------------- |
| Чоловіки | 38      | 6                  | 27               | 5                    |
| Жінки    | 32      | 5                  | 19               | 8                    |
| Разом    | 70      | 11                 | 46               | 13                   |